# 北峯
北峯（きたみね）は、徳島県海部郡海陽町にある山である。標高は545.3m。「北峰」とも表記される。

## 地理
旧海南町の北部にある山。旧上那賀町との境界をなす海部山地から派生した山稜で、海部川と樫木屋谷とに挟まれる。
東西約1kmにわたって細長い山域をなし、西側の海部川に面した急斜面は岸壁をなす。地質は四万十帯に属す。